# Eurya tonkinensis
Eurya tonkinensis är en tvåhjärtbladig växtart som beskrevs av François Gagnepain. Eurya tonkinensis ingår i släktet Eurya och familjen Pentaphylacaceae. Inga underarter finns listade i Catalogue of Life.